# Jack Crawford (personaggio)
Jack Crawford è un personaggio immaginario facente parte della serie di libri con protagonista Hannibal Lecter scritti da Thomas Harris. Crawford è a capo dell'unità di scienza comportamentali dell'FBI a Quantico, in Virginia.

## Apparizioni

### Romanzi

#### Il delitto della terza luna
Jack Crawford fa la sua prima apparizione nel romanzo "Il delitto della terza luna", in cui si invita Will Graham, il suo ex pupillo, ad aiutarlo nell'indagine sul serial killer soprannominato "The Tooth Fairy" (la fatina dei denti). Graham si era ritirato dopo essere stato aggredito e quasi ucciso dal dottor Hannibal Lecter, uno psichiatra di Baltimora che era un consulente dell'FBI in merito ad una serie di omicidi cannibali che Lecter stesso aveva perpetrato. Crawford e Graham chiedono consulto per le indagini a Lecter, ora rinchiuso nell'ospedale psichiatrico di Baltimora. Il serial killer noto come "The tooth fairy" si scoprirà essere Francis Dolarhyde, che però è riuscito a mettersi in contatto con Lecter, mettendo in pericolo la famiglia di Graham. Con l'aiuto di Crawford, Graham alla fine risolve il caso, ma Dolarhyde lo sfigura prima che Graham lo possa uccidere. Crawford si sente responsabile per la sfortuna di Graham e Lecter ne risente per il resto della sua vita.

#### Il silenzio degli innocenti
Jack Crawford appare di nuovo nel romanzo "Il silenzio degli innocenti". Questa volta, il serial killer è "Buffalo Bill", e la sua caratteristica negli omicidi è la scuoiatura delle sue vittime, che sono donne. Crawford ha difficoltà nell'identificare Buffalo Bill e si ritrova quindi a chiedere assistenza a Lecter. Questa volta, però, Crawford invia una tirocinante dell'FBI, Clarice Starling, per interrogarlo. Con le informazioni che Lecter le dà riescono ad identificare il serial killer: si tratta di Jame Gumb. Tuttavia, l'indirizzo di Gumb che rintracciano è quello della sua precedente abitazione: Gumb aveva ucciso il datore di lavoro di una delle sue ex vittime e si è trasferito in quella casa per utilizzare la cantina, che è di grandi dimensioni e che contiene un pozzo in disuso e vuoto. Il pozzo viene utilizzato come prigione per le sue vittime. Crawford si rende conto che Buffalo Bill probabilmente conosceva la sua prima vittima, Fredrica Bimmel, così Starling va a casa sua per interrogarla, ma in quella casa in realtà c'è Gumb. Clarice riesce ad avere la meglio su Gumb da sola.
Durante il romanzo Crawford deve anche stare vicino alla moglie, Bella, che è malata di Carcinoma del polmone. Alla fine del romanzo Bella morirà.

#### Hannibal
In "Hannibal" Crawford compare come un personaggio minore, infatti è malato e alcuni burocrati cercano di distruggere la sua carriera. Muore d'infarto alla fine del romanzo.

### Film
Crawford appare nelle trasposizioni cinematografiche de Il silenzio degli innocenti e di Red Dragon; non compare nell'adattamento di Hannibal, anche se in una scena tagliata viene detto che è morto. È stato interpretato da tre diversi attori:
- Dennis Farina in Manhunter - Frammenti di un omicidio, adattamento del 1986 di "Il delitto della terza luna";
- Scott Glenn in Il silenzio degli innocenti;
- Harvey Keitel in Red Dragon, secondo adattamento di "Il delitto della terza luna";

### Televisione
Nella serie televisiva "Hannibal" Crawford è interpretato da Laurence Fishburne.
Nella prima stagione Crawford spinge deliberatamente ai limiti della sanità mentale Graham (Hugh Dancy), al fine di sfruttare appieno la sua dote di empatia verso i serial killer. Alla fine della prima stagione, egli arresta a malincuore Graham dopo aver trovato la prova che egli è il serial killer conosciuto come "L'emulatore"; in realtà è stato Lecter (Mads Mikkelsen) ad incastrare Graham.
Graham è sotto processo nella seconda stagione, così Crawford lo aiuta con un piano elaborato per intrappolare e catturare Lecter, piano che mette la carriera di Crawford in pericolo quando i suoi superiori lo scoprono. Nella seconda finale di stagione, Crawford tenta di arrestare Lecter, ma Lecter fugge ferendolo gravemente.
Nella terza stagione viene rivelato che Crawford è sopravvissuto alle ferite, ma è stato esonerato dall'FBI. In questo periodo, la moglie di Crawford, Bella (Gina Torres), muore di cancro ai polmoni. Crawford rintraccia Lecter a Firenze,in Italia, e lo affronta avendo la meglio, ma senza poterne impedire la fuga. Lecter costringe Crawford a guardare mentre si prepara a eseguire una craniotomia su Graham: l'operazione viene interrotta quando alcuni poliziotti corrotti che lavorano per Mason Verger (Joe Anderson), prendono Graham e Lecter e li portano alla tenuta di Verger. Dopo che Lecter e Graham sono riusciti a fuggire dalle grinfie di Verger, Crawford, che è stato reintegrato dall'FBI, va a casa di Graham, dove Lecter gli si consegna. Tre anni più tardi, Crawford chiede a Graham, che si è ritirato dall'FBI, di aiutarlo a catturare il serial killer soprannominato "The Tooth Fairy" che uccide intere famiglie. Insieme con Graham e la Dr. Alana Bloom (Caroline Dhavernas), Crawford usa Lecter come esca per catturare il serial killer, Francis Dolarhyde (Richard Armitage).